# John Ringo
Pour les articles homonymes, voir Ringo.
John Ringo, né le 22 mars 1963 à Miami en Floride, est un auteur américain de science-fiction et de fantasy qui se spécialise dans le sous-genre de la science-fiction militaire. Il écrit des histoires caractérisées par de nombreuses batailles d'infanterie et autres types de combat au sol. Son œuvre est éditée par Baen Books aux États-Unis.

## Biographie
Il est connu pour ses vues franches et on peut souvent le voir porter kilt dans les conventions de science-fiction.
Ringo est considéré comme l'initiateur du slogan anti-politiquement correct « Get woke go broke » (en français : « devenez woke, faites faillite »), citant des tensions politiques dans une convention de fans après l'élection présidentielle américaine de 2000 et un intérêt décroissant pour les organisations qui pronent des changements culturels progressistes. L'expression suggère que les organisations qui adopteraient des initiatives de justice sociale (« social justice warrior ou woke ») chasseraient des fans importants, pour la plupart conservateurs ou apolitiques, ce qui nuirait à leurs intérêts.

## Œuvres

### UniversLegacy of the Alldenata

#### SérieMichael O'Neal'
1. (en) A Hymn Before Battle, 2000
2. (en) Gust Front, 2001
3. (en) When the Devil Dances, 2002
4. (en) Hell's Faire, 2003
5. (en) Eye of the Storm, 2009

#### SérieCally O'Neal'
Cette série est coécrite avec Julie Cochrane.
1. (en) Cally's War, 2004
2. (en) Sister Time, 2007
3. (en) Honor of the Clan, 2009

#### SérieEarths Other Defenders'
Cette série est coécrite avec Tom Kratman (en).
1. (en) Watch on the Rhine, 2005
2. (en) Yellow Eyes, 2007
3. (en) The Tuloriad, 2009

#### Roman indépendant
- (en) The Hero, 2004Écrit avec Michael Z. Williamson (en).

### SérieEmpire of Man
Cette série est coécrite avec David Weber.
1. (en) March Upcountry
2. (en) March to the Sea
3. (en) March to the Stars
4. (en) We Few

### SérieThe Council Wars
1. (en) There will be Dragons
2. (en) Emerald Sea
3. (en) Against the Tide
4. (en) East of the Sun and West of the Moon

### SériePaladin of Shadows
1. (en) Ghost
2. (en) Kildar
3. (en) Choosers of the Slain
4. (en) Unto the Breach
5. (en) A Deeper Blue

### SérieVoyage of the Space Bubble
1. (en) Into the Looking Glass
2. (en) Vorpal BladeÉcrit avec Travis S. Taylor (en).
3. (en) Manxome FoeÉcrit avec Travis S. Taylor (en).
4. (en) The Claws that Catch

### SérieBlack Tide Rising
1. (en) Under a Graveyard Sky
2. (en) To Sail A Darkling Sea
3. (en) Islands Of Rage And Hope
4. (en) Strands Of Sorrow
5. (en) Black Tide Rising, 2017
6. (en) The Valley of Shadows, 2018Écrit avec Mike Massa.
7. (en) River of Night, 2019Écrit avec Mike Massa.

### SérieSpecial Circumstances
1. (en) Princess Of Wands
2. (en) Queen Of Wands

### SérieLast Judgement's Fire
1. (en) Gunpowder & Embers, 2020Écrit avec Kacey Ezell et Christopher L. Smith.

### SérieTransDimensional Hunter
Cette série est coécrite avec Lydia Sherrer.
1. (en) Into the Real, 2022
2. (en) Through the Storm, 2023
3. (en) Behind the Veil, 2025

### Romans indépendants
- (en) The Road to Damascus, 2004Écrit avec Linda Evans. Roman de la série Bolo
- (en) Von Neumann's War, 2006Écrit avec Travis S. Taylor (en).
- (en) Princess of Wands, 2006
- (en) The Last Centurion, 2008
- (en) Beyond the Ranges, 2024Écrit avec James Aidee.
- (en) Not that Kind of Good Guy, 2025

### Nouvelles
- Partons pour Prague ((en) Let's Go to Prague, 2003)
- Un vaisseau nommé Francis ((en) A Ship Named Francis, 2003)

Les deux nouvelles sont incluses dans le recueil Au service du sabre (Service of the Sword) édité par David Weber.